# حوريات أنشرين
حوريات أنشرين (بالإنجليزية: The Banshees of Inisherin)‏ هو فيلم درامي كوميدي لعام 2022، من إخراج وتأليف مارتن ماكدونا، ومن بطولة كولين فاريل، وبرندان غليسون، وكيري كوندون، وباري كيوغان. عرض الفيلم لأول مرة في العالم في مهرجان البندقية السينمائي الدولي 79 في 5 سبتمبر 2022. وعرض في مهرجان تورونتو السينمائي الدولي في نفس الشهر، وأيضًا عرض كفيلم ليلة الافتتاح لمهرجان فيلادلفيا السينمائي 21 في 19 أكتوبر 2022. وأصدر مسرحيًا في 21 أكتوبر 2022.

## روابط خارجية
- حوريات أنشرين على موقع IMDb (الإنجليزية)
- حوريات أنشرين على موقع ميتاكريتيك (الإنجليزية)
- حوريات أنشرين على موقع روتن توميتوز (الإنجليزية)
- حوريات أنشرين على موقع ألو سيني (الفرنسية)
- حوريات أنشرين على موقع أول موفي (الإنجليزية)
- حوريات أنشرين على موقع فيلمافينيتي (الإسبانية)
- حوريات أنشرين على موقع قاعدة بيانات الأفلام السويدية (السويدية)
- حوريات أنشرين على موقع قاعدة بيانات الفيلم (الإنجليزية)
- حوريات أنشرين على موقع ليتربوكسد (الإنجليزية)
- حوريات أنشرين على موقع كينوبويسك (الروسية)